# Pyrausta splendida
Pyrausta splendida is een vlinder van de familie van de grasmotten (Crambidae). De wetenschappelijke naam van deze soort is voor het eerst voorgesteld door Aristide Caradja in een publicatie uit 1938.
De soort komt voor in China (Yunnan).